# Antialcidas attenuata
Antialcidas attenuata är en insektsart som beskrevs av William D. Funkhouser. Antialcidas attenuata ingår i släktet Antialcidas och familjen hornstritar. Inga underarter finns listade i Catalogue of Life.